# کاخ والرین
کاخ والرین یا کاخ والریانوس، کاخی باستانی در شهر تاریخی بیشاپور در شهرستان کازرون است. این کاخ پس از پیروزی شاپور یکم، پادشاه ساسانی بر والرین، امپراطور روم در نبرد ادسا، برای اقامت والرین در ارگ سلطنتی بیشاپور برای او احداث شد. کاخ والرین در سال ۱۳۱۰ به‌عنوان یکی از نخستین آثار ملی ایران به ثبت رسید. این بنا همچنین به‌عنوان بخشی از شهر بیشاپور در فهرست میراث جهانی یونسکو به ثبت رسیده است.

## موقعیت جغرافیایی
این بنا در ضلع شمالی ارگ سلطنتی و در فاصلهٔ ۱۵۰ متری تالار تشریفات و آتشکدهٔ بزرگ واقع در شهر باستانی بیشاپور، از پایتخت‌های شاهنشاهی ساسانی در ۱۵ کیلومتری غرب شهر کازرون قرار دارد.

## تاریخچه

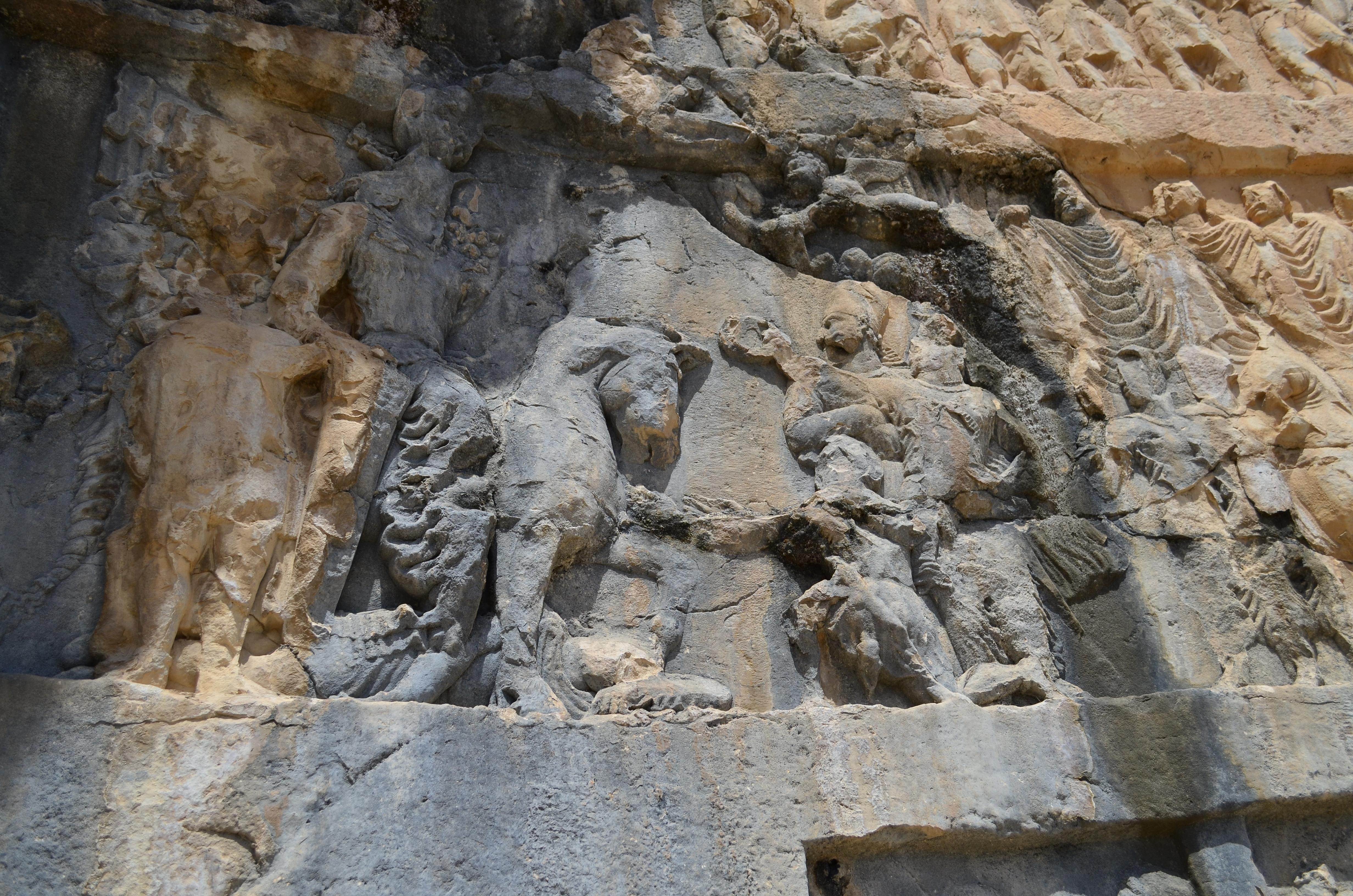
نقش‌برجسته‌ای در تنگ چوگان کازرون، والرین، امپراتور روم در برابر شاپور ساسانی، پادشاه ایران زانو زده است

این کاخ در سال ۲۶۶ میلادی و پس از نبرد ادسا به‌دستور شاپور یکم، پادشاه ایران برای سکونت والرین، امپراتور روم که در این نبرد شکست خورده و به اسارت گرفته شده بود، در نزدیکی کاخ حکومتی شاپور ساسانی احداث شد. والرین در تمام عمر خود در این کاخ تحت نظر بوده‌است.
نخستین کاوشگر کاخ والرین، رومن گیرشمن، باستان‌شناس فرانسوی بود که طی سال‌های ۱۹۳۵ تا ۱۹۳۷ میلادی به کاوش در بیشاپور مشغول بود. پس از آن طی سال‌های ۱۳۴۷ تا ۱۳۵۳، عملیات کاوش در بیشاپور به‌سرپرستی علی‌اکبر سرفراز، باستان‌شناس ایرانی انجام گرفت. در این عملیات، خاک‌برداری از ارگ شاهی صورت گرفت.
نهایتاً در سال ۱۳۷۴ عملیات آزادسازی حریم کاخ والرین به‌سرپرستی مصیب امیری انجام شد.

## ویژگی‌های معماری
کاخ والرین به سبک معماری ساسانی احداث شده است. این بنا تماماً از سنگ‌های یک‌دست و نقش‌دار ساخته شده است. نمای ورودی این کاخ همانند فضای داخلی معبد آناهیتاست. جدارهٔ داخلی آن با سنگ‌های تراشیده و نقش‌دار و سطح بیرونی با روکش گچ سفیدکاری شده‌است. همهٔ قسمت‌های این کاخ نیز دارای نقوش برجسته و گچبری‌های فاخر بوده‌است. برخی از گچبری‌ها و نگارگری‌های شاخص در موزه بیشاپور قابل مشاهده است.
این کاخ به صورت هشت‌گوش ساخته شده بوده و توسط چهار دالان به حیاط باز می‌شده است.